# Amblydromalus lailae
Amblydromalus lailae är en spindeldjursart som först beskrevs av Schicha 1979.  Amblydromalus lailae ingår i släktet Amblydromalus och familjen Phytoseiidae. Inga underarter finns listade i Catalogue of Life.